# Frecăței, Tulcea
Frecăței (în turcă Frekitsey, în bulgară Фраклъкьой-Fraklŭk’oĭ)  este satul de reședință al comunei cu același nume din județul Tulcea, Dobrogea, România. Se află în partea de nord a județului, în Dealurile Tulcei.
Un documentar
despre aceasta zona a fost realizat de primaria Frecǎței